# Flex (autopartage)
Pour les articles homonymes, voir Flex.
Flex est un service d'autopartage en libre-service disponible au Luxembourg et exploité par CFL Mobility, filiale de la Société nationale des chemins de fer luxembourgeois (CFL), depuis février 2018.

## Histoire
Le projet Flex a été lancé en octobre 2016 et a été présenté au public le 21 septembre 2017 par CFL Mobility, filiale des CFL, pour une mise en service prévue en novembre 2017,. La date du 6 décembre 2017 a ensuite été avancée.
Le service est finalement lancé le 20 février 2018 avec 20 stations et 84 véhicules. CFL Mobility table à l'horizon 2023 sur une flotte de 250 véhicules et 2500 clients environ.
Flex est présenté par les CFL comme un système de transport complémentaire aux transports en commun classiques.
Le 15 octobre 2018, les quatre stations d'autopartage City Mov' d'Hesperange sont devenues des stations Flex, le service City Mov' fermant définitivement en 2018.

## Dispositif

### Véhicules
Le service propose trois types de véhicules à la location, dont un modèle électrique. Les véhicules sont blanc avec les logos et une bande rose, aux couleurs du service. L'accès aux véhicules se fait via un lecteur de cartes placé sous le pare-brise où l'utilisateur doit placer sa carte Flex, ce qui déverrouille le véhicule.
Au lancement, la flotte est constituée de 84 véhicules, : 11 voitures électriques BMW i3 et 73 voitures thermiques essence réparties en 39 Seat León et 34 BMW Série 1,.
En 2020, deux autres modèles thermiques ont été ajoutés : La Seat León ST (essence) et le Fiat Talento (Diesel).

### Stations
Le service compte 35 stations (en juin 2019), correspondant pour la plupart gares ferroviaires du pays, : Bascharage - Sanem, Belval-Université, Bertrange - Strassen, Bettembourg, Clervaux, Diekirch, Dommeldange, Dudelange-Ville, Esch-sur-Alzette, Ettelbruck, Kautenbach, Mersch, Munsbach, Pétange, Sandweiler - Contern, Schifflange, Troisvierghes, Wasserbillig et Wiltz, ainsi que plus généralement dans les communes de Bertrange, Echternach, Diekirch, Hesperange (ex-City Mov'), Luxembourg et Junglinster.
La gare de Rodange sera la prochaine gare équipée, à une date inconnue ; des stations sont aussi prévues « dans une seconde phase » en Allemagne, en Belgique et en France.
Une voiture doit être déposée à la station où elle a été empruntée, la possibilité de la déposer à une station différente de celle d'emprunt est à l'état de projet.

### Tarifs
L'accès au service nécessite l'édition d'une carte Flex — compatible MKaart et permettant par conséquent d'y charger des titres de transport en commun — et la souscription d'une formule d'abonnement mensuel à 20 € (formule « Gold »), 10 € si l'utilisateur possède un abonnement de transport en commun (formule « Gold+ »), une formule basique sans abonnement est aussi proposée (formule « Basic »).
La tarification est aussi calculée, et ce pour toutes les formules, en fonction du nombre d'heures d'utilisation ou de la distance avec une tarification au kilomètre parcouru, : par exemple, pour abonné mensuel payant, un trajet d'une heure sera facturé 8,30 € pour 10 kilomètres et 43,80 € pour 100 kilomètres. Un tarif de nuit spécifique, revu en mai 2019, est appliqué de 22 h à 6 h le lendemain : 1,60 € par heure en formule « Basic », gratuit en formule « Gold » ou « Gold+ ».

## Fréquentation
En mai 2018, le service compte 350 clients. En juin 2019, le service compte 1 300 abonnés.